# Here Comes the Sun (album Jaya Delano)
Here Comes the Sun – drugi album studyjny Jaya Delano, wydany 15 maja 2009 roku nakładem wytwórni płytowej My Music. 
Album zawiera 14 premierowych kompozycji oraz bonus w postaci remiksu utworu „Are You Ready”, wyprodukowanego i zaaranżowanego przez Mr. Roota. Album promowały utwory „With You” oraz „Are You Ready”.

## Lista utworów
Opracowano na podstawie materiału źródłowego.
1. „Everyday” – 3:30
2. „So in Love” (Feat. Reginah) – 3:14
3. „Decision” – 3:35
4. „Here Comes the Sun” – 4:06
5. „You Can Make It” (Feat. R. Kay) – 3:39
6. „With You” – 3:28
7. „Are You Ready” (Feat. Justin Dey) – 3:09
8. „Yesterday” – 4:08
9. „Angel” – 3:36
10. „Let You Go” – 3:40
11. „Crush On Her” – 3:45
12. „So Much Better” – 3:27
13. „Holla @ Me” – 3:57
14. „Why Don't We” – 3:25
15. „Are You Ready” (Mr. Root Remix) – 3:52